# (15267) Kolyma
(15267) Kolyma est un astéroïde de la ceinture principale.

## Description
(15267) Kolyma est un astéroïde de la ceinture principale. Il fut découvert le 15 novembre 1990 à La Silla par Eric Walter Elst. Il présente une orbite caractérisée par un demi-grand axe de 2,40 UA, une excentricité de 0,23 et une inclinaison de 12,8° par rapport à l'écliptique.

## Compléments